# Чибисова, Оксана Анатольевна
Окса́на Анато́льевна Чи́бисова (род. 31 марта 1977) — российская легкоатлетка, специалистка по толканию ядра. Выступала за сборную России по лёгкой атлетике в 1990-х и 2000-х годах, победительница и призёрка первенств национального значения, участница ряда крупных международных соревнований, в том числе чемпионата мира в Хельсинки и чемпионата Европы в помещении в Мадриде. Представляла Ростовскую область. Мастер спорта России международного класса.

## Биография
Оксана Чибисова родилась 31 марта 1977 года.
Занималась лёгкой атлетикой в Ростове-на-Дону под руководством заслуженного тренера России Николая Андреевича Копанева. Окончила Донской государственный технический университет. Выступала за Российскую армию.
Впервые заявила о себе в толкании ядра в сезоне 1996 года, когда вошла в состав российской национальной сборной и выступила на юниорском европейском первенстве в Сиднее, где с результатом 15,21 метра стала шестой.
В 2004 году заняла четвёртое место на зимнем чемпионате России в Москве (позже в связи с дисквалификацией Ирины Худорошкиной переместилась в итоговом протоколе на третью позицию).
В 2005 году на зимнем чемпионате России в Волгограде была второй, уступив только Ольге Рябинкиной. На последовавшем чемпионате Европы в помещении в Мадриде толкнула ядро на 16,87 метра, не сумев преодолеть предварительный квалификационный этап. На летнем чемпионате России в Туле так же стала серебряной призёркой позади Рябинкиной. Принимала участие в чемпионате мира в Хельсинки — показала здесь результат 16,67 метра и в финал не вышла.
Впоследствии оставалась действующей спортсменкой вплоть до 2011 года, хотя в последнее время уже не показывала сколько-нибудь значимых результатов на международной арене.
За выдающиеся спортивные результаты удостоена почётного звания «Мастер спорта России международного класса».